# Kim Wilde
Kim Wilde, s pravim imenom Kim Smith, angleška pevka, tekstopiska in televizijska voditeljica, * 18. november 1960.

## Diskografija

### Studijski albumi
- Kim Wilde (1981)
- Select (1982)
- Catch as Catch Can (1983)
- Teases & Dares (1984)
- Another Step (1986)
- Close (1988)
- Love Moves (1990)
- Love Is (1992)
- Now & Forever (1995)
- Never Say Never (2006)
- Come Out and Play (2010)
- Snapshots (2011)
- Wilde Winter Songbook (2013)
- Here Come the Aliens (2018)
- Closer (2025)

### Kompilacije
- The Very Best of Kim Wilde (1984)
- The Singles Collection 1981–1993 (1993)
- The Remix Collection (1993)
- The Very Best of Kim Wilde (2001)
- The Hits Collection (2006)